# هال بلين
هال بلين (بالإنجليزية: Hal Blaine)‏‏ (5 فبراير 1929 في ماساتشوستس - 11 مارس 2019 في بالم ديسيرت، ريفيرسيدي، كاليفورنيا) موسيقي جلسات، وطبال من الولايات المتحدة.

## روابط خارجية
- هال بلين على موقع IMDb (الإنجليزية)
- هال بلين على موقع ميوزك برينز (الإنجليزية)
- هال بلين على موقع أول ميوزيك (الإنجليزية)
- هال بلين على موقع ديسكوغز (الإنجليزية)
- هال بلين على موقع قاعدة بيانات الفيلم (الإنجليزية)